# Moseć (góra)
Moseć – góra w Chorwacji, położona na terenie Dalmacji.
Jej wysokość wynosi 838 m n.p.m. Rozciąga się na długości ok. 30 km. Jest zbudowana z wapienia i dolomitu. Jej roślinność jest uboga.
Szczyty
- Movran (838 m)
- Krpušnjak (795 m)
- Crni vrh (702 m)